# Août 2008

## Dimanche 3 août
- Inde : 145 morts à la suite d'un mouvement de panique à Naina Devi (en).
- France : tornade en Val-de-Sambre faisant trois morts à Hautmont (Nord).

## Lundi 4 août
- Japon : le Nord-Ouest de l'archipel de Ryukyu, au Japon, est touché par un séisme de 5,1 sur l'échelle ouverte de Richter, lundi à 18 h 29 (10 h 29 GMT).
- Chine : Un attentat envers un poste de police dans la région autonome ouïghoure du Xinjiang tue 16 policiers[1].

## Mardi 5 août
- Japon : un ouvrier mort et quatre disparus, emportés par les eaux de pluie torrentielle d'un violent orage.

## Mercredi 6 août
- Mauritanie : Coup d'État militaire en Mauritanie.

## Jeudi 7 août
- Chine : quatre militants étrangers sont expulsés de Chine après déploiement d'une banderole « Tibet libre » près du stade olympique.
- Géorgie : début de la guerre russo-géorgienne. Des coups de feu ont été échangés entre les militaires géorgiens et les séparatistes d’Ossétie du Sud près de Tskhinvali, tuant une quinzaine de personnes[2].
- Pakistan : l'armée pakistanaise lance une offensive contre des talibans dans l'agence de Bajaur, dans les régions tribales.

## Vendredi 8 août
- Chine : cérémonie d'ouverture des jeux olympiques à 20 h 8 heure chinoise (GMT+8).
- Tchéquie : un pont s'est effondré sur la trajectoire d'un train, entrainant quatre morts et une quarantaine de blessés dans la collision.
- Géorgie : après des bombardements intensifs, Tskhinvali, la capitale d’Ossétie du Sud, est désormais sous contrôle géorgien. Plus d'un millier de civils auraient été tués durant l'offensive, ainsi que 10 soldats russes chargés du maintien de la paix[3].
- France : découverte de trois engins explosifs de faible puissance dans les Pyrénées-Atlantiques et les Landes, près de lieux touristiques.
- France : 150 à 200 ostréiculteurs ont manifesté pour protester contre une interdiction à la consommation d'huîtres[4].
- États-Unis : au Texas, un accident d'un autobus qui transportait des pèlerins fait 14 morts[5].

## Samedi 9 août
- Mahmoud Darwich (محمود درويش), né le 13 mars 1941 à Al-Birwah, est décédé le 9 août 2008 dans un hôpital du Texas (États-Unis).
- Mauritanie : en attendant le retour à un gouvernement constitutionnel, l'Union africaine a suspendu la Mauritanie[6].
- Venezuela : 38 personnes sont mortes d'une maladie inconnue, peut être une variante de la rage transmise par des chauves-souris[7].
- Burkina Faso : une quarantaine d'orpailleurs travaillant clandestinement sont morts dans l'éboulement d'une mine d'or.
- Chine : Un Chinois se suicide après avoir assassiné un touriste américain[8].
- Canada : un jeune homme de 18 ans est abattu par des policiers à Montréal, on pense à une bavure[9].
- Guerre russo-géorgienne, Géorgie :
  - Les autorités russes déclarent qu'environ 30 000 réfugiés ont franchi la frontière russe en 36 heures[10].
  - Selon les sources, entre quatre et dix avions russes aurait été abattus[11].
  - Entrée de l'Abkhazie dans le conflit[12].

## Dimanche 10 août
- Canada : des explosions dans un entrepôt de propane, à Toronto, provoquent l'évacuation de milliers de personnes[13].
- Canada : nuit d'émeute dans le quartier de Montréal-Nord pour protester contre la bavure policière de la veille et le « profilage racial » qui serait effectué par la police.
- Chine : attentat dans la province du Xinjiang, provoquant la mort de dix assaillants, un civil et deux policiers[14].

## Lundi 11 août
- France : Joseph Versini, premier membre du « commando Érignac », est mis en liberté conditionnelle et sera désormais placé sous surveillance électronique.
- France : Le dalaï-lama arrive en France pour y célébrer des cérémonies religieuses, et a finalement décidé de ne pas rencontrer Nicolas Sarkozy[15].

## Mardi 12 août
- Guerre russo-géorgienne, Géorgie :
  - la fédération de Russie a arrêté son avancée en Géorgie[16] ;
  - les deux parties acceptent le plan de paix proposé par le président de l'Union européenne Nicolas Sarkozy[17].

- 12 au 24 :
  - visite du dalaï-lama en France.

## Mercredi 13 août
- Canada : la police de Montréal a arrêté douze personnes impliquées dans des affrontements avec les forces de l'ordre[18]
- France : Le professeur de Berlaimont (Nord) qui avait giflé un élève se voit condamné à 500 euros d'amende[19].
- Afghanistan : trois membres de l'organisation humanitaire International Rescue Committee (IRC) ont été tués par les talibans[20].
- Liban : attentat terroriste à Tripoli, quatorze morts[21].
- France : le dalaï-lama est reçu à huis clos par un groupe de parlementaire au Sénat[22].
- Belgique : Disparition de Mint des suites du plan fréquences.

## Jeudi 14 août
- Japon : le Nord-Est d'Hokkaido est touché par un séisme de 5,4[23].
- Pologne : après des mois de négociations, la Pologne accepte l'installation du bouclier anti-missile américain sur son territoire[24]
- Belgique : disparition de BFM des suites du plan fréquences.

## Vendredi 15 août
- Népal : le chef des maoïstes, Prachanda, est élu premier ministre[25].
- Irak : 18 pèlerins chiites ont été tués dans un attentat[26].

## Samedi 16 août
- Indonésie : au moins huit morts et soixante blessés dans une collision avec un train de marchandise dans la province de Lampung[27].

## Dimanche 17 août
- Haïti : la tempête tropicale Fay tue plus de 50 personnes.
- Pakistan : un attentat taliban provoque la mort de plus de 60 soldats et blesse de nombreuses personnes[28].
- Iran : le lancement du premier satellite iranien est un échec, selon les observateurs internationaux.
- Mexique : la guerre entre les cartels de la drogue fait 14 morts à la sortie d'un bal de village[29].
- Sport : Summerslam 2008

## Lundi 18 août

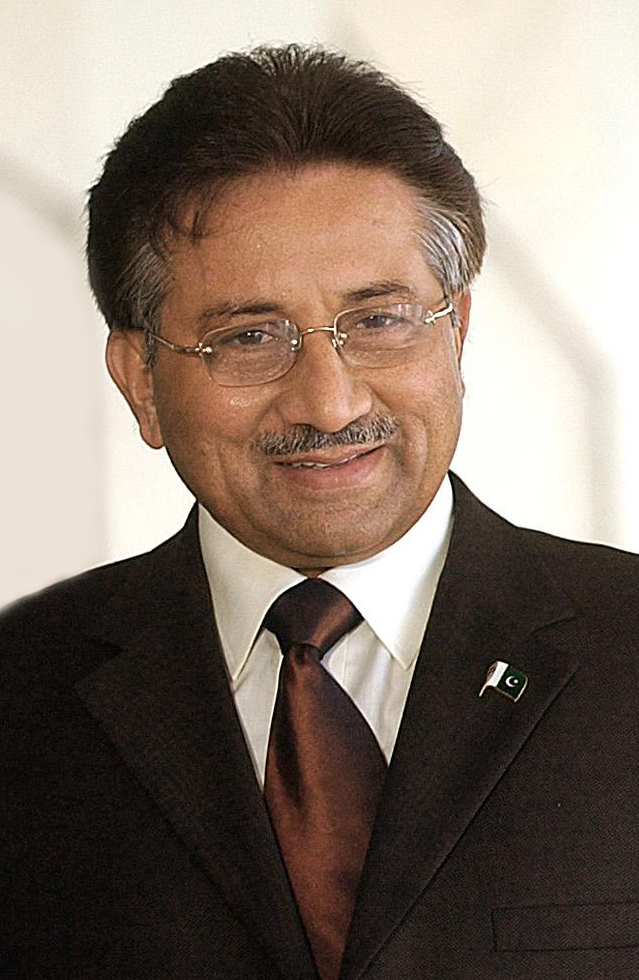
Pervez Musharraf.

- Afghanistan : dix soldats français sont tués par des talibans au cours d'une embuscade à Surobi, à une cinquantaine de kilomètres de Kaboul[30].
- Pakistan : le président pakistanais Pervez Musharraf démissionne, alors que la coalition parlementaire issue des élections de 2008 s'était mise d'accord pour lancer une procédure de destitution contre lui.

## Mardi 19 août
- Égypte : un incendie au parlement fait dix blessés[31]

## Mercredi 20 août
- Espagne : un avion MD-82 de la compagnie aérienne espagnole Spanair à destination de Las Palmas dévie de sa trajectoire et s'écrase durant sa phase de décollage à l'aéroport de Madrid-Barajas, faisant 154 victimes parmi les 166 passagers et six membres d'équipage. Il s'agit de la catastrophe aérienne la plus grave que l'Espagne ait connue depuis 25 ans.

## Samedi 23 août
- Inde : Lakshmanananda Saraswati, haut membre de la Vishva Hindu Parishad (Association hindoue universelle) est assassiné par des rebelles maoïstes suppose la police, mais d'autres accusent ouvertement les chrétiens[32].

## Dimanche 24 août
- Inde : déclenchement de violentes manifestations anti-chrétiennes[33].

## Jeudi 28 août
- France : annonce d'une taxe supplémentaire de 1,1 % des revenus du capital pour financer le revenu de solidarité active.

## Décès
Pour un article plus général, voir Décès en août 2008.